# Flores da Cunha
Flores da Cunha é um município do estado do Rio Grande do Sul, no Brasil. Foi emancipado da cidade de Caxias do Sul e seu nome é uma homenagem ao ex-governador do estado, José Antônio Flores da Cunha, que havia prometido construir uma estrada férrea ligando o município ao resto do estado.

## História
A Serra Gaúcha, na qual se localiza o município, era habitada por índios caigangues desde tempos imemoriais. O território que compõe o atual município de Flores da Cunha passou a ser ocupado por imigrantes, oriundos especialmente do Norte da Itália, a partir de 1876.
Entre 1876 e 1877 algumas famílias de imigrantes se estabeleceram no atual território do município. Entre elas podemos destacar: Soldatelli, Borghetti, Mambrini, Letti, Piardi, Grizza, Dall Conte, Carletti, Rossetto, Curra, Oldra e outras. A maior leva de colonizadores italianos estabeleceu-se, todavia, entre os anos de 1878 e 1892, época em que foi fundado o primitivo povoado de São Pedro e, posteriormente, também o de São José. Só no final dos anos de 1880 os dois povoados foram reunificados e passaram a formar a Vila de Nova Trento.Em 12 de dezembro de 1882 foi nomeado o primeiro capelão da localidade, Pe. Luigi Centin.
Em 1890, por ocasião da elevação da antiga Colônia Caxias a condição de município, território ao qual Nova Trento pertencia, a vila tornou-se a sede do 2º Distrito. Todavia, documentos afirmam que pouco tempo depois, ainda nos primeiros anos do século XX, uma comissão formada por lideranças comunitárias locais, descontentes com a pouca atenção recebida do município mãe, lutava insistentemente pela emancipação do distrito. A conquista só foi alcançada em 17 de maio de 1924. O novo município, instalado na semana seguinte, em 24 de maio, agregou os territórios pertencentes a Nova Pádua, até então 4º Distrito de Caxias e emancipado de Flores da Cunha em 1992, Otávio Rocha e Mato Perso, atuais 3º e 4º Distritos de Flores da Cunha.
Distrito criado com a denominação de Nova Trento, por Ato nº 5, de 03-07-1890 e por Ato Municipal nº 1, de 26-05-1924, subordinado ao município de Caxias (atual Caxias do Sul).
Elevado à categoria de município com a denominação de Nova Trento, pelo Decreto Municipal nº 3.320, de 17-05-1924. Pelo Decreto nº 12, de 21-12-1935, passou a denominar-se Flores da Cunha.
O município é constituído de três distritos: Flores da Cunha, Mato Perso e Otávio Rocha.
Em 2015, a língua talian foi cooficializada em Flores da Cunha.

## Cultura
A cidade teve colonização italiana, recebendo os primeiros imigrantes em 1876. Um forte apelo turístico do município é a preservação das tradições culturais herdadas dos imigrantes italianos: a língua, a gastronomia, a música, a religiosidade, os usos e costumes, assim como os demais elementos da cultura de imigração da região nordeste do estado do Rio Grande do Sul.
Na área rural, as pequenas colônias são produtoras de licores, queijos, vinhos e outros produtos coloniais.

### A história do galo
Flores da Cunha é conhecida como a "Terra do Galo" devido a um episódio quando um mágico passou pela cidade. Em meados da década de 1930 foi anunciando um show de um mágico (supostamente chamado "Dipiero") em que ele cortaria a cabeça de um galo e, em seguida, faria a cabeça unir-se novamente ao resto do corpo, trazendo o galo de volta à vida. Na hora do show o mágico convidou algumas autoridades ali presentes (o Prefeito e o Delegado) para segurarem a ave. Ele cortou a cabeça do galo, contudo não coseguia unir a cabeça da ave ao corpo.
Neste instante, lembrou-se que havia esquecido de trazer ao palco, um líquido mágico (algumas versões dizem "pó mágico") que faria o milagre acontecer. Ele então saiu do palco e, ao invés de buscar o líquido, acabou fugindo do teatro, levando junto todo o dinheiro da bilheteria. 
Acredita-se que esta história seja apenas uma lenda local, que, provavelmente começou como uma piada por parte da população de Caxias do Sul, embora o truque de decepar a cabeça de uma ave e restaurá-la seja considerado o efeito de ilusionismo mais antigo da história.

## Turismo
Ao lado da Igreja Matriz Nossa Senhora de Lourdes, há um imponente campanário de 55 metros de altura, todo em pedras de basalto, num total de 11 122 pedras. Demorou três anos sua construção: de 1946 a 1949, sendo que as pedras eram transportadas de caminhão e puxadas para cima com roldana. Os cinco sinos foram fundidos em Savoia, na França. O maior pesa 1 200 quilos; o segundo, 600 quilos; o terceiro, 350 quilos; o quarto, 150 quilos; e o quinto, 80 quilos. Os quatro relógios, com mostradores de três metros de diâmetro, foram fabricados em Estrela, no Rio Grande do Sul, em 1948.
Na área do turismo de compras, destacam-se a Festa Nacional da Vindima e a Feira de Inverno. No turismo religioso, Corpus Christi e a Romaria ao Frei Salvador, com trilhos e tapetes confeccionados em serragem pela comunidade.

## Destaques
- Maior produtor de vinhos do Brasil
- 2º maior produtor de uvas do Brasil
- 2º polo moveleiro do estado
- 2º maior produtor de alho do estado
- 1º produtor de bebidas alcoólicas do estado
- Indústria diversificada (uma para 17,6 hab.)
- Forte produção de hortifrutigranjeiros e comércio e serviços

## Clima
Flores da Cunha apresenta um clima temperado oceânico (Cfb), com temperaturas amenas no verão e baixas no inverno e chuvas bem distribuídas durante o ano.
| Gráfico climático para Flores da Cunha, Rio Grande do Sul         | Gráfico climático para Flores da Cunha, Rio Grande do Sul | Gráfico climático para Flores da Cunha, Rio Grande do Sul | Gráfico climático para Flores da Cunha, Rio Grande do Sul | Gráfico climático para Flores da Cunha, Rio Grande do Sul | Gráfico climático para Flores da Cunha, Rio Grande do Sul | Gráfico climático para Flores da Cunha, Rio Grande do Sul | Gráfico climático para Flores da Cunha, Rio Grande do Sul | Gráfico climático para Flores da Cunha, Rio Grande do Sul | Gráfico climático para Flores da Cunha, Rio Grande do Sul | Gráfico climático para Flores da Cunha, Rio Grande do Sul | Gráfico climático para Flores da Cunha, Rio Grande do Sul |
| ----------------------------------------------------------------- | --------------------------------------------------------- | --------------------------------------------------------- | --------------------------------------------------------- | --------------------------------------------------------- | --------------------------------------------------------- | --------------------------------------------------------- | --------------------------------------------------------- | --------------------------------------------------------- | --------------------------------------------------------- | --------------------------------------------------------- | --------------------------------------------------------- |
| J                                                                 | F                                                         | M                                                         | A                                                         | M                                                         | J                                                         | J                                                         | A                                                         | S                                                         | O                                                         | N                                                         | D                                                         |
| 146 26 17                                                         | 142 25 17                                                 | 192 25 16                                                 | 133 22 13                                                 | 139 20 11                                                 | 152 17 9                                                  | 137 18 9                                                  | 127 19 10                                                 | 166 20 11                                                 | 153 22 12                                                 | 109 25 14                                                 | 131 27 16                                                 |
| Temperaturas em °C • Precipitações em mmFonte: Somar Meteorologia |                                                           |                                                           |                                                           |                                                           |                                                           |                                                           |                                                           |                                                           |                                                           |                                                           |                                                           |

## Religião

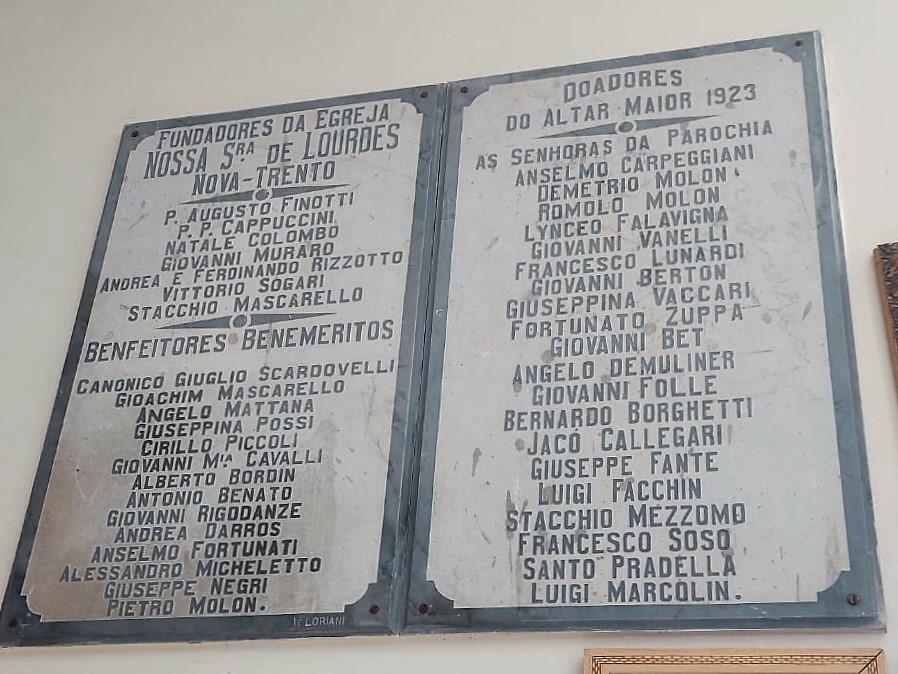
Fundadores Altar Maior da Igreja Matriz de Nossa Senhora de Lurdes de Flores da Cunha

A religião Católica é predominante na cidade, seu principal templo religioso é a Igreja Matriz Nossa Senhora de Lurdes. A Paróquia pertence à Diocese de Caxias do Sul e sua primeira construção data de 1899, cuando a localidade ainda se chamava Nova Trento, em frente à praça central da cidade. O atual Altar Maior foi construído em 1923 com a contribuição de famílias locais, em sua maioria de imigrantes italianos, homenageados com uma placa posta no interior da Igreja como doadores e benfeitores beneméritos.

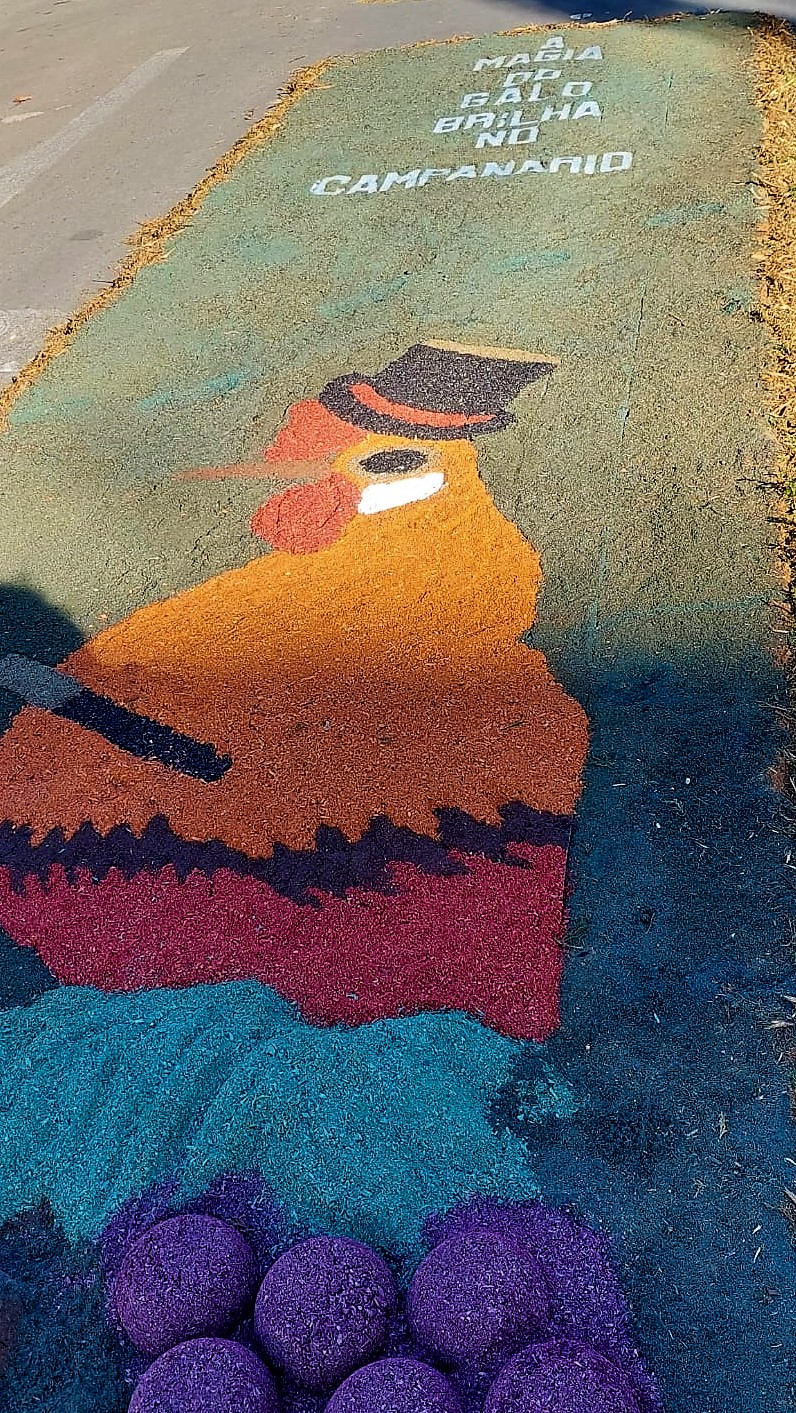
Tapete de serragem no centro da cidade em celebração à Corpus Christi

## Corpus Christi
A tradicional programação religiosa e artística para a celebração da festa de Corpus Christi conta com uma extensa produção de tapetes que encanta aos turistas e reafirma a fé do povo de Flores da Cunha.  A cada ano, cerca de 60m³ do centro da cidade são recobertos com tapetes criados manualmente com serragem colorida por centenas de voluntários, ligados à bairros, escolas, entidades e movimentos religiosos, entre outros. A cada ano, a produção dos cerca 50 tapetes tem início com o desenho gráfico de cada proposta para que depois as obras de arte ganhem vida nas ruas da cidade. A expectativa a cada ano é a de receber um grande público, a fim de apreciar o verdadeiro espetáculo comunitário promovido pelos florenses e gerar oportunidades para empreendedores da cidade.

## Geografia
Localiza-se a uma latitude 2Geografia 9º01'44" sul e a uma longitude 51º10'54" oeste, estando a uma altitude de 756 metros. Sua população foi estimada em 30 745 habitantes, conforme dados do IBGE de 2019.

## Política

### Símbolos oficiais

#### Brasão
O brasão de Flores da Cunha, é um símbolo da cidade de Flores da Cunha. Traz em seu desenho central a imagem da uva, que representa o desenvolvimento econômico da cidade, baseado fortemente na produção da uva e do vinho.

### Cidades-irmãs
- Sospirolo, Belluno, Itália [18]

## Galeria de imagens

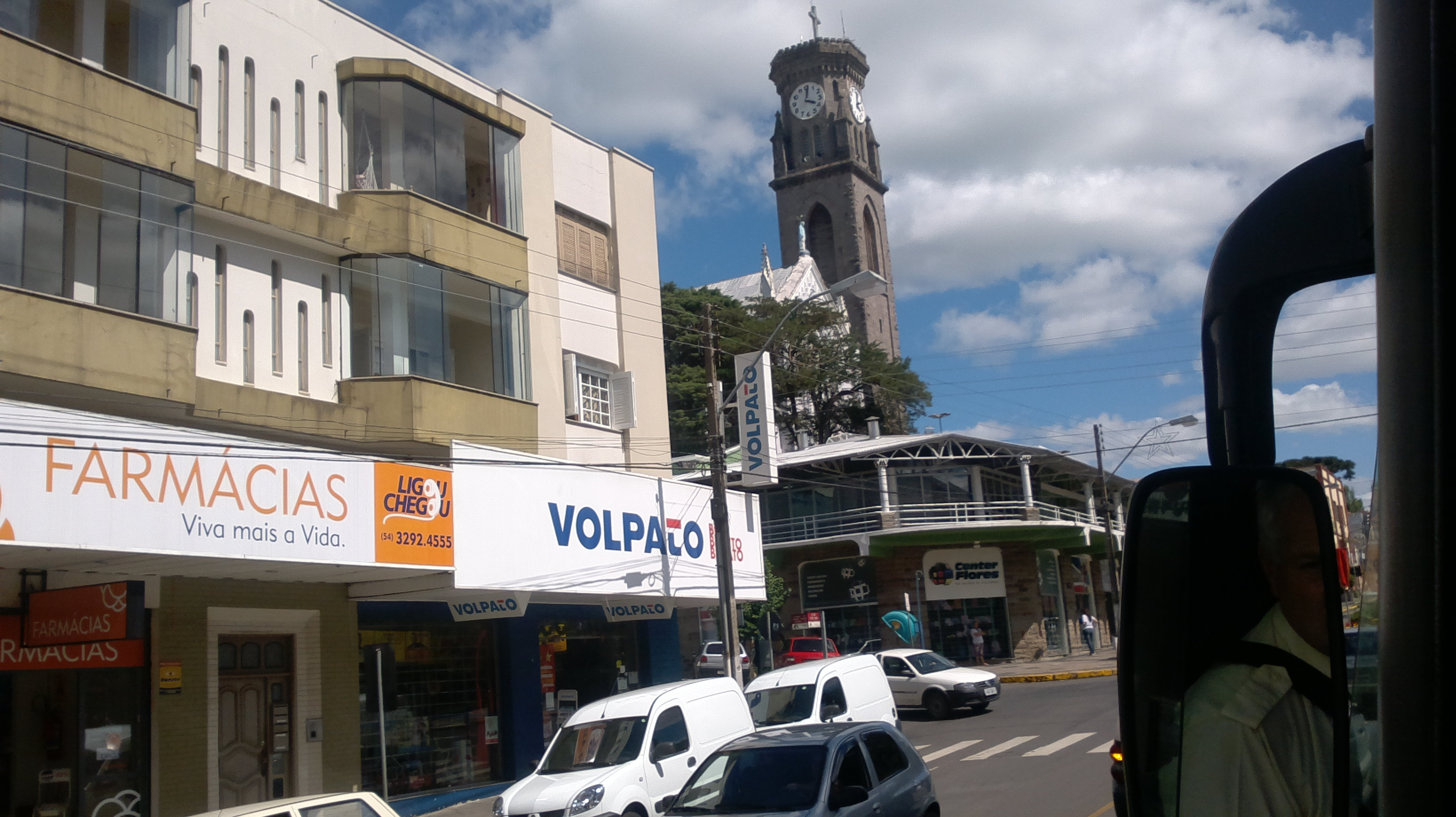
Centro da Cidade
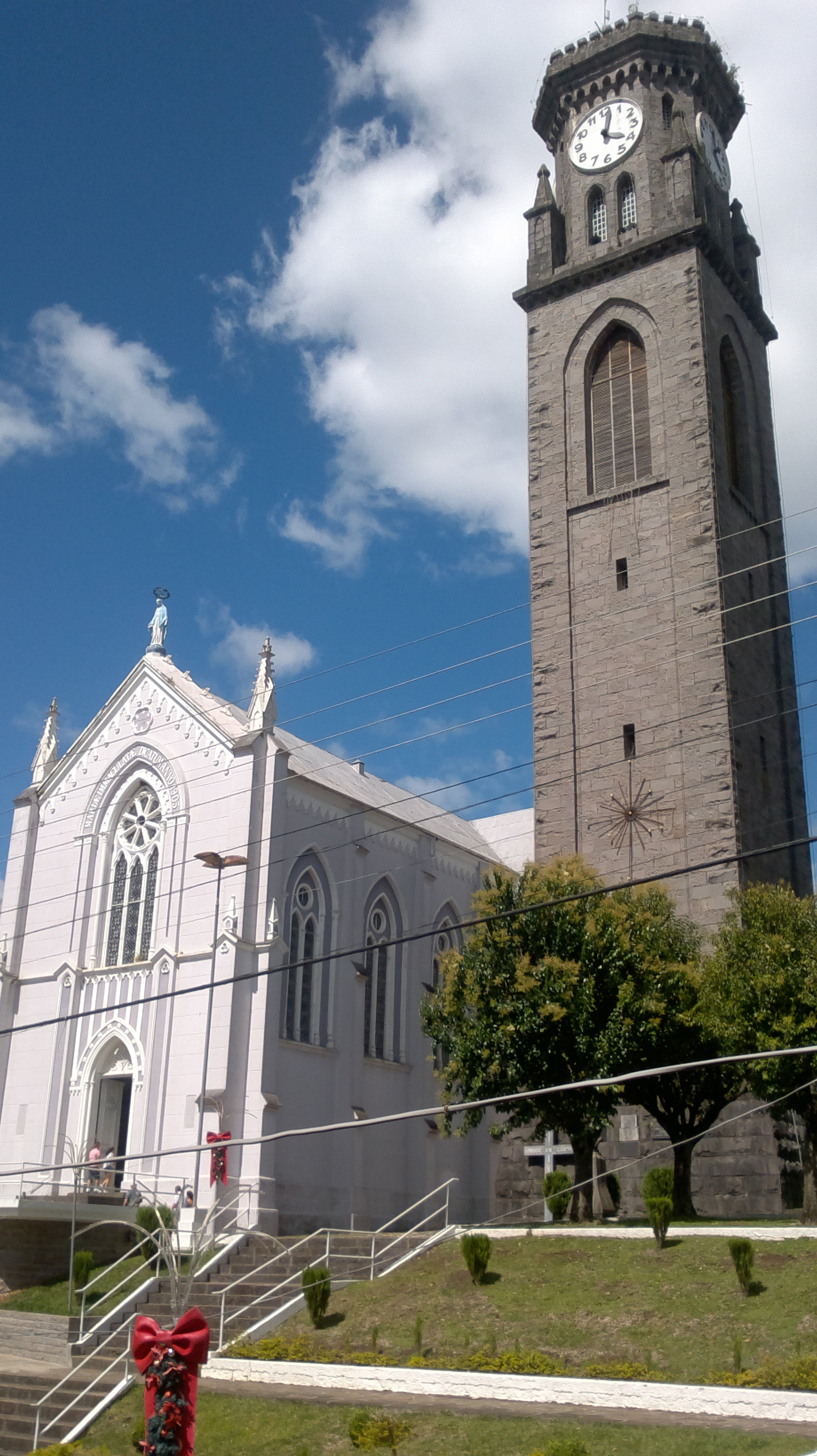
Igreja em Flores da Cunha
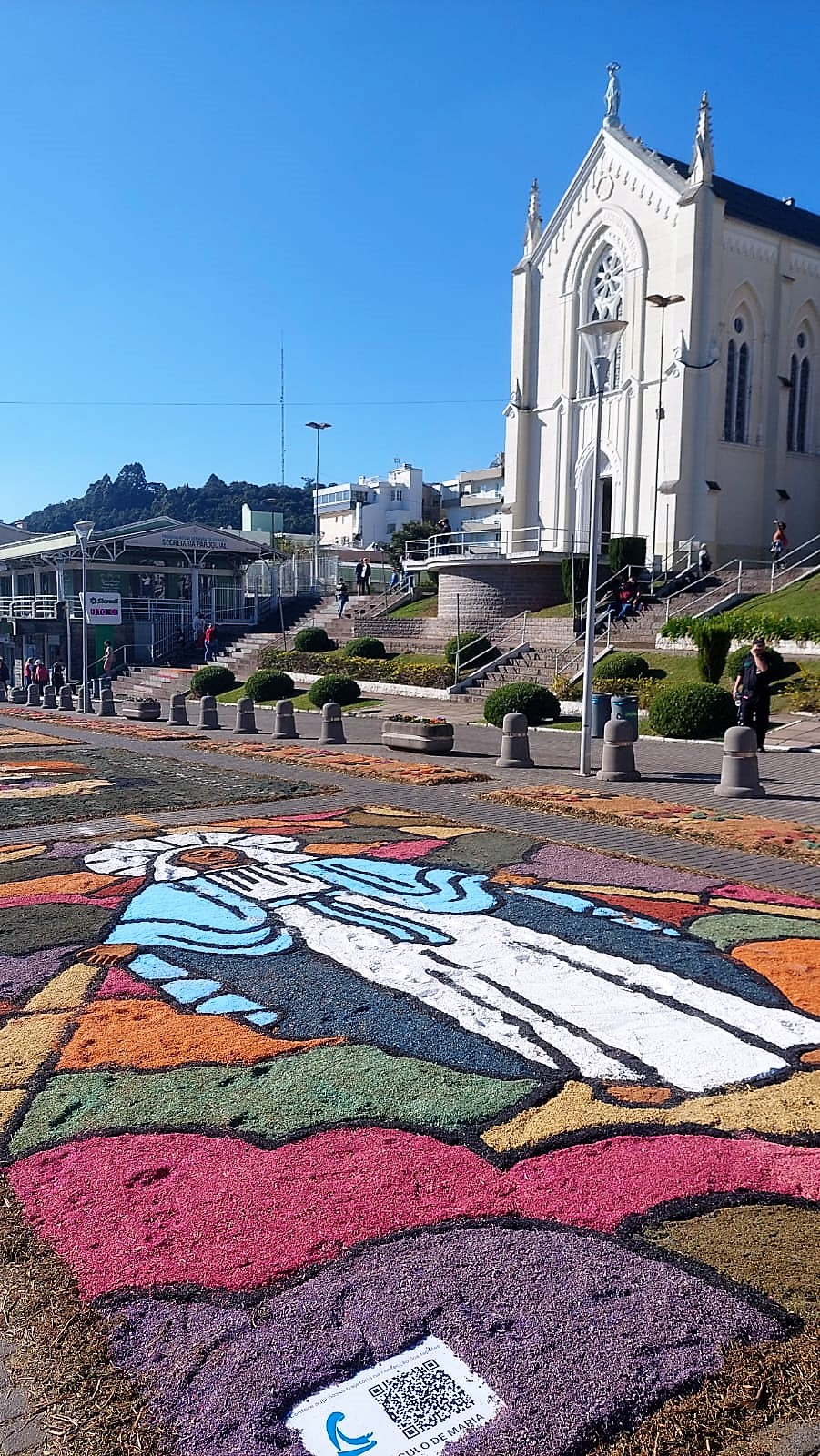
Tapetes feitos com serragem para celebração de Corpus Christi
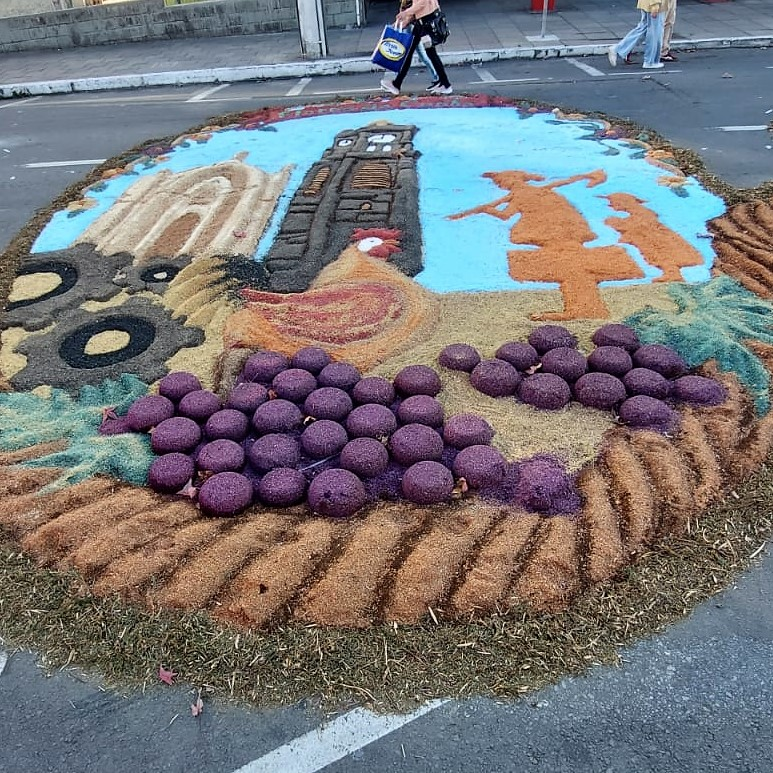
Tapete de serragem no centro da cidade no dia de Corpus Christi